# Cookov preliv
Cookov preliv (angleško Cook Strait; maorsko Te Moana-o-Raukawa, dobesedno »morje rastline Raukaua«) je morski preliv, ki povezuje Tasmansko morje na severozahodu in južni Tihi ocean na jugovzhodu ter ločuje novozelandski Severni otok od Južnega otoka. Ob rtu Severnega otoka na vzhodni strani preliva stoji Wellington, glavno mesto Nove Zelandije.
Na najožjem delu je 22 km širok, obdajajo ga strmi obalni klifi, ki delujejo kot lijak za oceanske vetrove. Tudi dno je neravno, s podmorskimi jarki, med katerimi so plitvine, ki segajo tik pod gladino ali v obliki otočkov tik nad njo. Vetrovi in plimske sile poganjajo močne, spremenljive morske tokove, zaradi česar velja Cookov preliv za izjemno nevaren predel morja.
V času zadnje ledene dobe je bila gladina morja več kot 100 m nižja kot sedaj, takrat sta bila novozelandska otoka povezana v enega, Cookov preliv pa je bil le globok zaliv Tihega oceana, ki so ga od Tasmanskega morja ločevala obširna nižavja na zahodu. Pred 7000 leti se je nato začela gladina morja dvigovati in nastal je preliv. Imenuje se po angleškemu pomorščaku Jamesu Cooku, ki ga je kot prvi evropski raziskovalec preplul leta 1770. To območje je raziskoval že Abel Tasman leta 1642, a ni odplul skozi preliv. Na svojem zemljevidu ga je označil kot zaliv, pripomnil je le, da tokovi nakazujejo na to, da bi lahko bil tam prehod.

## Zgodovina
Po maorski legendi je Cookov preliv odkril pomorščak Kupe. Kupe je v svojem kanuju sledil pošastni hobotnici, imenovani Te Wheke-a-Muturangi, čez Cookov preliv in jo uničil v kanalu Tory ali pri Pātei.
Ko je nizozemski raziskovalec Abel Tasman leta 1642 prvič videl Novo Zelandijo, je mislil, da je Cookova ožina zaliv, zaprt proti vzhodu. Poimenoval jo je Zeehaen's Bight, po Zeehaen, eni od dveh ladij v njegovi odpravi. Leta 1769 je James Cook ugotovil, da gre za preliv, ki tvori plovno pot.
Cookov preliv je v začetku 19. stoletja pritegnil evropske naseljence. Zaradi njegove uporabe kot selitvene poti kitov so kitolovci vzpostavili oporišča v Marlborough Soundsu, ki leži ob kanalu Tory in Port Underwoodu, pa tudi na območju Kāpiti.ref>McNab, Robert (1913). A History of Southern New Zealand from 1830 to 1840. Whitcombe and Tombs Limited. ASIN B000881KT4.</ref> Od poznih 1820-ih do sredine 1960-ih je bil otok Arapaoa baza za kitolov v Soundsu. Perano Head na vzhodni obali otoka je bila glavna kitolovska postaja za to območje od leta 1911. Hiše, ki jih je zgradila družina Perano, so zdaj turistične nastanitve.
V 1820-ih je Te Rauparaha vodil migracijo Maorov v regijo Cookovega preliva ter jo osvojil in naselil. Leta 1822 se je v regijo preselil Ngāti Toa, pod vodstvom Te Rauparahe.
Od leta 1840 je nastalo več stalnih naselbin, najprej v Wellingtonu, nato v Nelsonu in Whanganuiju (Petre). V tem obdobju so naseljenci Cookov preliv videli v širšem smislu kot današnji Novozelandci, usmerjeni v trajekte: zanje se je preliv raztezal od Taranakija do rta Campbell, zato so se ta zgodnja mesta zbrala okoli Cookovega preliva (ali Cookove ožine) kot osrednje značilnosti in osrednje vodne poti nove kolonije.
Med letoma 1888 in 1912 je Rissov delfin z imenom Pelorus Jack postal znan po srečanju in spremstvu ladij okoli Cookovega preliva. Pelorus Jack je bil običajno opažen v zalivu Admiralty Bay med Cape Francis in Collinet Point, blizu French Pass, kanala, ki ga uporabljajo ladje med Wellingtonom in Nelsonom. Pelorus Jack se spominja tudi po tem, da je bil žrtev neuspelega atentata. Kasneje ga je zaščitil novozelandski zakon iz leta 1904.
V časih, ko se je Nova Zelandija bala invazije, so bile za obrambo Cookovega preliva zgrajene različne obalne utrdbe. Med drugo svetovno vojno sta bili na hribu Wrights za Wellingtonom zgrajeni dve postavitvi 23 cm topov. Ti topovi so lahko dosegli 28 kilometrov čez Cookov preliv. Poleg tega je bilo okoli Wellingtona, vzdolž obale Mākara in na vhodih v Marlborough Sounds, postavljenih trinajst 15 cm topov. Ostanki večine teh utrdb so še vedno vidni.
Svetilnik Pencarrow Head na vhodu iz Cookovega preliva v pristanišče Wellington je bil prvi stalni svetilnik, zgrajen na Novi Zelandiji. Njegova prva oskrbnica, Mary Jane Bennett, je bila edina oskrbnica svetilnika v zgodovini Nove Zelandije. Svetilnik je bil razgrajen leta 1935, ko jo je nadomestil svetilnik Baring Head.

## Geografija
Pred približno 18.000 leti v času zadnjega ledeniškega maksimuma, ko je bila morska gladina več kot 100 metrov nižja od današnje ravni, je bil Cookov preliv globoko pristanišče Tihega oceana, ločeno od Tasmanovega morja z obsežnimi obalnimi ravnicami, ki so nastale v zalivu Južni Taranaki, ki je povezoval Severni in Južni otok. Gladina morja se je začela dvigovati pred 7000 leti, sčasoma pa je ločila otoka in povezala Cookov preliv s Tasmanskim morjem.
Preliv poteka v splošni smeri SZ-JV, z Južnim otokom na zahodni strani in Severnim otokom na vzhodu. Na najožji točki 22 kilometrov loči rt Terawhiti na severnem otoku od glave Perano na otoku Arapaoa v Marlborough Sounds. Perano Head je pravzaprav severneje od rta Terawhiti. V lepem vremenu se dobro vidi čez preliv.
Zahodna obala (Južni otok) poteka 30 kilometrov vzdolž Cloudy Baya in mimo otokov ter vhodov v Marlborough Sounds. Vzhodna (severni otok) obala poteka 40 kilometrov vzdolž zaliva Palliser, prečka vhod v pristanišče Wellington, mimo nekaterih predmestij Wellingtona in se nadaljuje še 15 kilometrov do plaže Mākara.
Brothers so skupina majhnih otokov v Cookovem prelivu ob vzhodni obali otoka Arapaoa. Severni otok Brother v tej majhni verigi je zatočišče za redko tuataro Brothers Island, medtem ko je na največjem otoku kraj svetilnika Brothers Island.
Obale Cookovega preliva na obeh straneh so večinoma sestavljene iz strmih pečin. Plaže v zalivih Cloudy Bay, Clifford Bay in Palliser Bay se rahlo spuščajo do 140 metrov, kjer je bolj ali manj obsežna podmorska planota. Preostala topografija dna je zapletena. Na vzhodu je kanjon Cookovega preliva s strmimi stenami, ki se spuščajo proti vzhodu v batialne globine korita Hikurangi. Na severozahodu leži kotlina Narrows, kjer je voda globoka 300 in 400 metrov. Ribiška skala na severnem koncu porečja Narrows se dviga nekaj metrov od oseke in jo zaznamujejo valovi, ki se lomijo v surovem vremenu. Razmeroma plitva podmorska dolina leži na severnem koncu Marlborough Sounds. Topografija dna je še posebej neenakomerna okoli obale Južnega otoka, kjer prisotnost otokov, podvodnih skal in vhodov zalive ustvarja silovite vrtince. Preliv ima povprečno globino 128 metrov.
Leta 1855 se je na obeh straneh Cookovega preliva zgodil hud potres. Leta 2013 sta dva močna potresa z močjo 6,5 in 6,6 stopnje po Richterjevi lestvici prizadela območje in povzročila znatno škodo v mestu Seddon, z manjšo do zmerno škodo v Wellingtonu.

## Oceanografija
V vodah Cookovega preliva prevladujejo močni plimski tokovi. Tok plimovanja je nenavaden, saj so višine plimovanja na koncih preliva skoraj povsem v nasprotju s fazo, tako da se visoka voda na eni strani sreča z nizko vodo na drugi. To je zato, ker glavna komponenta lunine plime M2, ki se zgodi približno dvakrat na dan (dejansko 12,42 ure), kroži v nasprotni smeri urinega kazalca okoli Nove Zelandije in ni v fazi na obeh koncih preliva (glejte animacijo na desni). Na strani Tihega oceana se visoka plima pojavi pet ur preden se pojavi na strani Tasmanovega morja. Na eni strani je plima, na drugi pa oseka. Razlika v gladini morja lahko povzroči plimske tokove do 2,5 metra na sekundo (5 vozlov) čez Cookov preliv.
Obstajajo številni računalniški modeli plimovanja skozi Cookov preliv. Medtem ko so komponente plimovanja zlahka uresničljive, je preostali tok težje modelirati. Verjetno najbolj ploden oceanograf, ki je raziskoval preliv, je bil Ron Heath s sedežem na N.Z. Oceanografski inštitut. Izdelal je številne študije, vključno z analizo plimovanja, ki je odkrila prisotnost 'virtualnega amfidroma' v regiji. Heath je kvantificiral tudi najboljšo oceno časa 'ostanka toka' (tj. neto toka po povprečenju vpliva plimovanja) v prelivu. To je še naprej tema raziskav z računalniškimi simulacijami v kombinaciji z velikimi zbirkami podatkov za izboljšanje ocene.
Kljub močnim tokovom je v središču preliva skoraj nična sprememba višine plimovanja. Namesto plimskega valovanja, ki teče v eno smer šest ur in nato v obratni smeri šest ur, lahko določen val traja osem ali deset ur z oslabljenim povratnim valom. V posebno hudih vremenskih razmerah se lahko povratni val izniči, tok pa lahko ostane v isti smeri skozi tri obdobja sunkov in dlje. To je navedeno na morskih kartah za to regijo. Poleg tega podmorski grebeni, ki tečejo od obale, otežujejo oceanski tok in turbulenco. Znatne stopnje turbulence so primerjali s tistimi, ki so jih opazili v Gibraltarskem prelivu in Seymour Narrowsu v Britanski Kolumbiji.

## Morsko življenje
Cookov preliv je pomemben habitat za številne vrste kitov. Več delfinov (navadna velika pliskavka (Delphinus truncatus), Delphinus delphis, Lagenorhynchus obscurus) pogosto obiskuje območje, skupaj s kiti ubijalci in endemičnimi Cephalorhynchus hectori. Dolgoplavuta mrka pliskavka (Globicephala melas) pogosto množično naseda v zalivu Golden Bay. Slavni Pelorus Jack je bil okrogloglavi delfin (Grampus griseus), ki so ga opazovali med spremljanjem ladij med letoma 1888 in 1912, čeprav ta vrsta ni običajen obiskovalec novozelandskih voda. Veliki kiti selivci so pozimi na to območje privabili številne kitolovce. Trenutno Ministrstvo za varstvo narave izvaja letno raziskavo o štetju kitov grbavcev in nekdanji kitolovci pomagajo DOC opaziti živali z uporabo več razglednih točk vzdolž ožine, kot je otok Stephens. Drugi občasni obiskovalci vključujejo Južnomorski kit, sinji kit, zajval (Balaenoptera borealis) in kit glavač. Orjaške primerke lignjev je naplavilo na obalo okoli Cookovega preliva ali pa so jih našli v želodcih kitov glavačev ob Kaikōuri.
Kolonija samcev novozelandskih morskih medvedov (Arctocephalus forsteri) je že dolgo vzpostavljena v bližini Pariwhero / Red Rocks na južni obali Wellingtona. Cookov preliv ponuja dober ribolov. Belega tuna lahko lovijo od januarja do maja. Ujamejo se lahko tudi mečarica, antarktična maslenka, morski pes Isurus ter občasno marlin in beli morski volk.

## Moč plimovanja
Električna energija, ki jo proizvedejo morske turbine na plimovanje, se spreminja kot kub hitrosti plimovanja. Ker se hitrost plimovanja podvoji, se med spomladansko plimo in oseko proizvede osemkrat več moči kot med plimovanjem. Cookov preliv je bil opredeljen kot potencialno odličen vir energije plimovanja.
Aprila 2008 je Neptune Power dobil soglasje za uporabo virov za namestitev 10 milijonov dolarjev vredne eksperimentalne podvodne turbine na plimovanje, ki lahko proizvede en megavat. Turbina je bila zasnovana v Veliki Britaniji in naj bi bila zgrajena na Novi Zelandiji ter postavljena v 80 metrov vode, 4,5 kilometra južno od Sinclair Heada, v vodah, znanih kot Karori rip. Družba je trdila, da je v Cookovem prelivu dovolj plimovanja, da se proizvede 12 GW energije, kar je več kot enkrat in pol od trenutnih potreb Nove Zelandije. V praksi je bilo mogoče izkoristiti le nekaj te energije. Do oktobra 2016 ta turbina ni bila izdelana in spletno mesto Neptune Power je nadomestno mesto brez nadaljnjih objav.
Na drugi strani preliva je Energy Pacifica zaprosila za soglasje za vire za namestitev do 10 morskih turbin, od katerih lahko vsaka proizvede do 1,2 MW, blizu vhoda v Cookov preliv v kanal Tory. Podjetje je trdilo, da je kanal Tory optimalno mesto s hitrostjo plimovanja 3,6 metra na sekundo in najboljšo kombinacijo batimetrije in dostopnosti do električnega omrežja. Kljub temu, da je bil potrjen z računalniškim modeliranjem, ni bilo nobenega projekta.

## Plavanje
Po ustnem izročilu je bila prva ženska, ki je preplavala Cookov preliv, Hine Poupou. Od otoka Kapiti do otoka d'Urville je odplavala s pomočjo delfina. Druga maorska poročila govorijo o vsaj enem plavalcu, ki je preplaval ožino leta 1831. V sodobnem času je ožino leta 1962 preplavala Barrie Devenport. Leta 1975 je bila prva ženska, ki jo je preplavala Lynne Cox. Najbolj ploden plavalec ožine je Philip Rush, ki je preplaval osemkrat, vključno z dvema dvojnima prehodoma. Aditya Raut je bil z 11 leti najmlajši plavalec. Caitlin O'Reilly je bila z 12 leti najmlajša plavalka in najmlajša Novozelandka. Pam Dickson je bila s 55 leti najstarejša plavalka. John Coutts je bil prvi, ki je preplaval ožino v obe smeri. Leta 1984 je Philip Rush preplaval ožino v obe smeri. Leta 1984 je Meda McKenzie postala prva ženska, ki je preplavala ožino v obe smeri. Do leta 2010 je 65 posameznikov opravilo 74 enkratnih prehodov, tri dvojne prehode pa dva posameznika (Philip Rush in Meda McKenzie). Marca 2016 je Marilyn Korzekwa postala prva Kanadčanka in najstarejša ženska, stara 58 let, ki je preplavala preliv.
Čas prečkanja plavalcev v veliki meri določajo močni in včasih nepredvidljivi tokovi, ki delujejo v ožini. Leta 1980 je oceanograf Ron Heath objavil analizo tokov s pomočjo sledi plavalcev. To je bilo iz časa, ko je bilo podrobno merjenje oceanskih tokov tehnološko težko.